# Special Olympics Malaysia
Special Olympics Malaysia ist ein Verband von Special Olympics International mit Sitz in Subang Jaya nahe Kuala Lumpur. Sein Ziel wird auf seiner Webseite mit dem englischen Begriff „Empowerment“ (Ermächtigung) beschrieben: Durch den Sport sollen geistig Beeinträchtigte die Kraft bekommen, Freude und Bestätigung in der Gemeinschaft zu finden, sowohl im Sport als auch im Leben. Außerdem sollen sie andere inspirieren und ihnen einen neuen Blick auf die Talente und Möglichkeiten der Menschen ermöglichen. Special Olympics Malaysia bietet Kindern, Jugendlichen und Erwachsenen die Ausübung verschiedener Sportarten über das ganze Jahr an, organisiert Wettbewerbe und betreut auch das malaysische Team bei internationalen Special Olympics Wettbewerben. 

## Geschichte
Special Olympics Malaysia wurde 1999 als gemeinnütziger Verband gegründet, der vom Staat anerkannt wird und sich auf die Arbeit von Freiwilligen stützt. Es sind 4623 Athletinnen, Athleten und Unified Partner sowie 451 Coaches beim Verband registriert (Stand 2019). 

## Aktivitäten
Special Olympics Malaysia bietet folgende Sportarten an: Badminton, Basketball, Boccia, Bowling, Floor Ball, Fußball, Judo, Leichtathletik, Netzball,  Schwimmen, Tischtennis und Tennis.
Der Verband nimmt an mehreren Programmen von Special Olympics International teil, nämlich an Unified Sports, Healthy Athletes und Young Ahtletes.

### Teilnahme an vergangenen Weltspielen

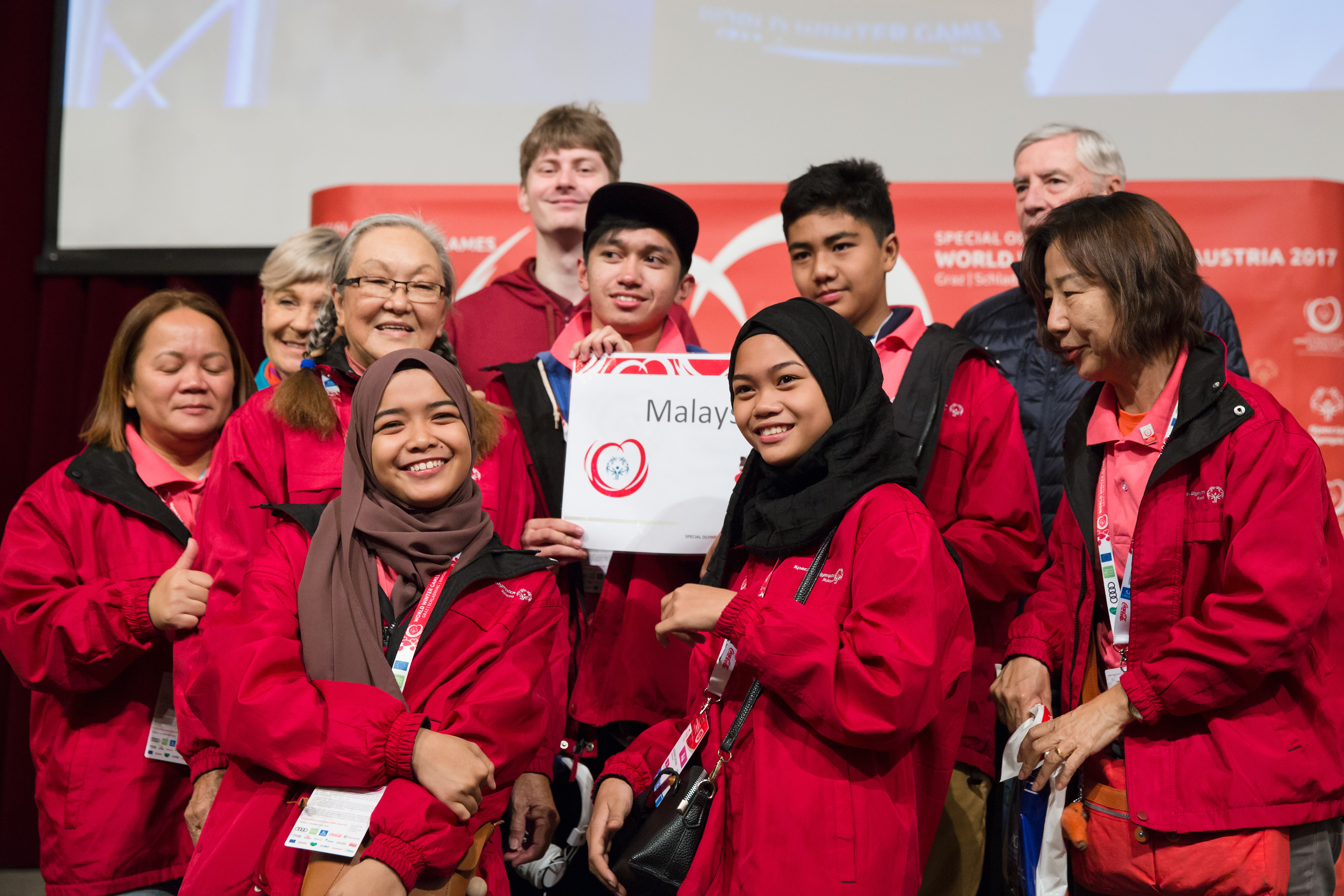
Das Team aus Malaysia bei den Special Olympics World Winter Games 2017 in Wien

- 1999 Special Olympics World Summer Games, Raleigh/Durham/Chapel Hill, USA (4 Athletinnen und Athleten)
- 2009 Special Olympics World Winter Games, Boise, USA (21 Athletinnen und Athleten)
- 2011 Special Olympics World Summer Games, Athen (51 Athletinnen und Athleten)
- 2013 Special Olympics World Winter Games, PyeongChang, Südkorea (15 Athletinnen und Athleten)
- 2015 Special Olympics World Summer Games, Los Angeles, USA (23 Athletinnen und Athleten)
- 2017 Special Olympics World Winter Games, Graz-Schladming-Ramsau, Österreich (4 Athletinnen und Athleten)
- 2019 Special Olympics, World Summer Games, Abu Dhabi (29 Athletinnen und Athleten)[3]

### Teilnahme an den Special Olympics World Summer Games 2023 in Berlin
Der Verband Special Olympics Malaysia nahm an den Special Olympics World Summer Games 2023 in Berlin teil. Die malaysische Delegation wurde vor den Spielen im Rahmen des Host Town Programs von Brandenburg an der Havel betreut und bestand aus 41 Personen. Während des Veranstaltungsprogramms machten einige Delegationsmitglieder zusammen mit Schülerinnen und Schülern aus Brandenburg das Deutsche Sportabzeichen. Das Team gewann bei diesen Weltspielen vier Gold-, fünf Silber- und neun Bronzemedaillen.

### Teilnahme an Weltspielen nach 2023
- 2025 Special Olympics World Winter Games, Turin, Italien (10 Athletinnen und Athleten)[7]